# Vlag van Zeeuws-Vlaanderen
De vlag van Zeeuws-Vlaanderen is de vlag van de Zeeuwse streek Zeeuws-Vlaanderen die in 2009 ontworpen is door Dingeman de Koning. De vlag bestaat uit horizontale vlakken die van boven naar beneden rood-wit-rood-geel-blauw-wit-blauw gekleurd is.

## Een vlag voor Zeeuws-Vlaanderen
Op 6 januari 2009 berichtte René Hoonhorst in de Provinciale Zeeuwse Courant over de officiële presentatie van de vlag van Zeeuws-Vlaanderen, gehouden op 5 januari in Terneuzen. De vlag is ontworpen door de deskundige in de heraldiek Dingeman de Koning, uit Axel (Terneuzen). Er zijn in het verleden vlaggen gebruikt voor deze regio (de Flags of the World website meldt enige voorstellen;) deze haalden het niet, doordat zij niet voldeden aan de eisen van de Hoge Raad van Adel en zijn bijgevolg nooit officieel erkend. Zich bewust van de Raad en van de lokale geschiedenis, ontwierp De Koning een vlag die de regio en de 3 gemeenten Terneuzen, Sluis en Hulst representeert. De vlag is horizontaal onderverdeeld rood-wit-rood-geel-blauw-wit-blauw. De vlag is opgenomen in het vlaggenregister van de Hoge Raad van Adel, op verzoek van de burgemeesters van de drie gemeenten.

## Ontwerp
De onderlinge verhoudingen van de strepen zijn 1:1:1:6:1:1:1 en de grens tussen de gekleurde strepen en de gele streep is golvend. De bovenste rode strepen zijn afkomstig uit de vlag van Sluis, terwijl de onderste blauwe strepen afkomstig zijn van de vlag van Terneuzen. De strepen vertegenwoordigen de Noordzee, het Zwin en Westerschelde.
De gele streep in het midden van de vlag is belast met een zwarte leeuw, herinnerend aan de vlaggen van Vlaanderen en Hulst, weliswaar zonder de rode tong en klauwen. De bijzondere vormgeving van de leeuw is niet rechtstreeks gekopieerd van bestaande wapens, maar werd speciaal ontworpen zodat zij oogt als een "jonge, robuuste en dynamische leeuw". De kleuren van de vlag herinneren ook aan de banden van de regio met zowel Nederland als België.
Gemeenten kunnen gebruikmaken van de vlag. De 500 reeds vervaardigde vlaggen kunnen worden gekocht bij de regionale VVV's.